# Fader
Een fader is een instrument om geluid of beeld langzaam te laten opkomen en verdwijnen.
Voorbeelden van faders zijn:
- voor geluid: een onderdeel van een mengpaneel of een bewerking bij digitale geluidsbewerking
- voor beeld: een variabel grijsfilter of een bewerking bij digitale beeldbewerking